# Carchesium polypinum
Carchesium polypinum ist ein Einzeller aus der Familie der Glockentierchen (Vorticellidae).

## Merkmale
Einzeltiere erreichen eine Größe von bis zu 145 µm, Kolonien werden bis 3 mm groß. Der Stielmuskel ist bei jeder Verzweigung unterbrochen. Hierdurch ist es den einzelnen Individuen möglich, unabhängig voneinander zu kontrahieren. Die Stiele kontrahieren spiralig. Die Einzelindividuen sind schlank und glockenförmig. Ihre Außenhaut ist quer gestreift.

## Vorkommen und Lebensweise
Carchesium polypinum ist kosmopolitisch verbreitet. Die Art kommt in stehenden und langsam fließenden, stark verunreinigten Gewässern vor. Sie siedelt auf Detritus, Steinen, Wasserpflanzen und im Wasser lebenden Tieren wie Insekten. Sie ernährt sich von Bakterien.